# David Swift (Skeletonpilot)
David Michael Swift (* 15. Dezember 1984 in Eastbourne, East Sussex) ist ein britischer Skeletonpilot.

## Werdegang
David Swift wurde in Eastbourne geboren und zog im Alter von zehn Jahren nach Devon, wo er in Torquay zur Schule ging. Er betrieb als Schüler unter anderem Rugby und Leichtathletik und konzentrierte sich während seines dreijährigen Studiums der Sportwissenschaften an der University of Bath auf Letzteres. Gegen Ende seines Studiums wurde er vom britischen Bob- und Skeletonverband zu Testfahrten eingeladen und schließlich in eine Fördergruppe aufgenommen, sodass er 2006 seine ersten Rennerfahrungen sammelte.
In der Saison 2007/08 debütierte Swift im Europacup mit einem 24. Platz in Igls. Nach den Rängen 5 und 6 bei seinen nächsten Starts nahm er an drei Rennen im Intercontinentalcup teil und fuhr dabei zweimal unter die besten zehn. Bei den Juniorenweltmeisterschaften 2008 in Igls gewann er Silber hinter Alexander Tretjakow und vor Alexander Gassner. Zum Abschluss der Saison startete er bei den letzten beiden Saisonrennen im America’s Cup und wurde Zehnter sowie Siebter. Im darauffolgenden Winter startete Swift ausschließlich im Intercontinentalcup und konnte beim vorletzten Rennen in Igls mit einem zweiten Platz seine erste Podestplatzierung feiern. In der Gesamtwertung belegte er den siebten Rang. Im Winter 2009/10 nahm er an fünf der acht Intercontinentalcup-Saisonrennen teil, erreichte als beste Platzierungen zwei vierte Plätze in Winterberg und wurde insgesamt 14. Ein Jahr später startete er wieder durchgängig im Intercontinentalcup und wurde nach Ergebnissen zwischen Rang 9 und 16 im Endklassement Zehnter.
Der Winter 2011/12 verlief für David Swift erfolgreicher. Er konnte im Intercontinentalcup erstmals ausschließlich einstellige Platzierungen einfahren, wurde unter anderem zweimal Dritter in Sigulda und belegte insgesamt den fünften Rang. Er startete zudem bei vier Rennen im Europacup und wurde dort Dritter in Igls. Im November 2012 gab Swift sein Debüt im Weltcup mit einem 25. Platz in Lake Placid. Nach vier Rennen mit Rang 15 in Park City als bester Platzierung kehrte er in Whistler in den Intercontinentalcup zurück. Seine einzige einstellige Platzierung des Winters erreichte Swift mit einem vierten Rang in Winterberg und wurde insgesamt Zwölfter. 2013/14 war er abermals im Intercontinentalcup im Einsatz. Er konnte in fünf der acht Saisonrennen unter die besten zehn fahren, wurde in der Gesamtwertung Achter und startete erneut bei einem Weltcup-Rennen, das er jedoch auf dem 27. und letzten Platz beendete. Bei der gleichzeitig ausgetragenen Europameisterschaft wurde er damit 19. Auch 2014/15 startete David Swift im Intercontinentalcup. Durch seine konstante Teilnahme und mit Platzierungen zwischen Rang 4 und 16 konnte er die Gesamtwertung für sich entscheiden, ohne bei einem Rennen auf dem Podium zu stehen. Er startete daraufhin beim Weltcup-Rennen in Igls und wurde dort Siebter. Bei der Skeleton-Weltmeisterschaft 2015 in Winterberg verpasste er als 22. nach drei Läufen den Finallauf. 2015/16 nahm er zunächst an Rennen des Weltcups und Intercontinentalcups teil und gewann im Januar 2016 in St. Moritz erstmals ein Rennen im Europacup.